# Robert Surcouf

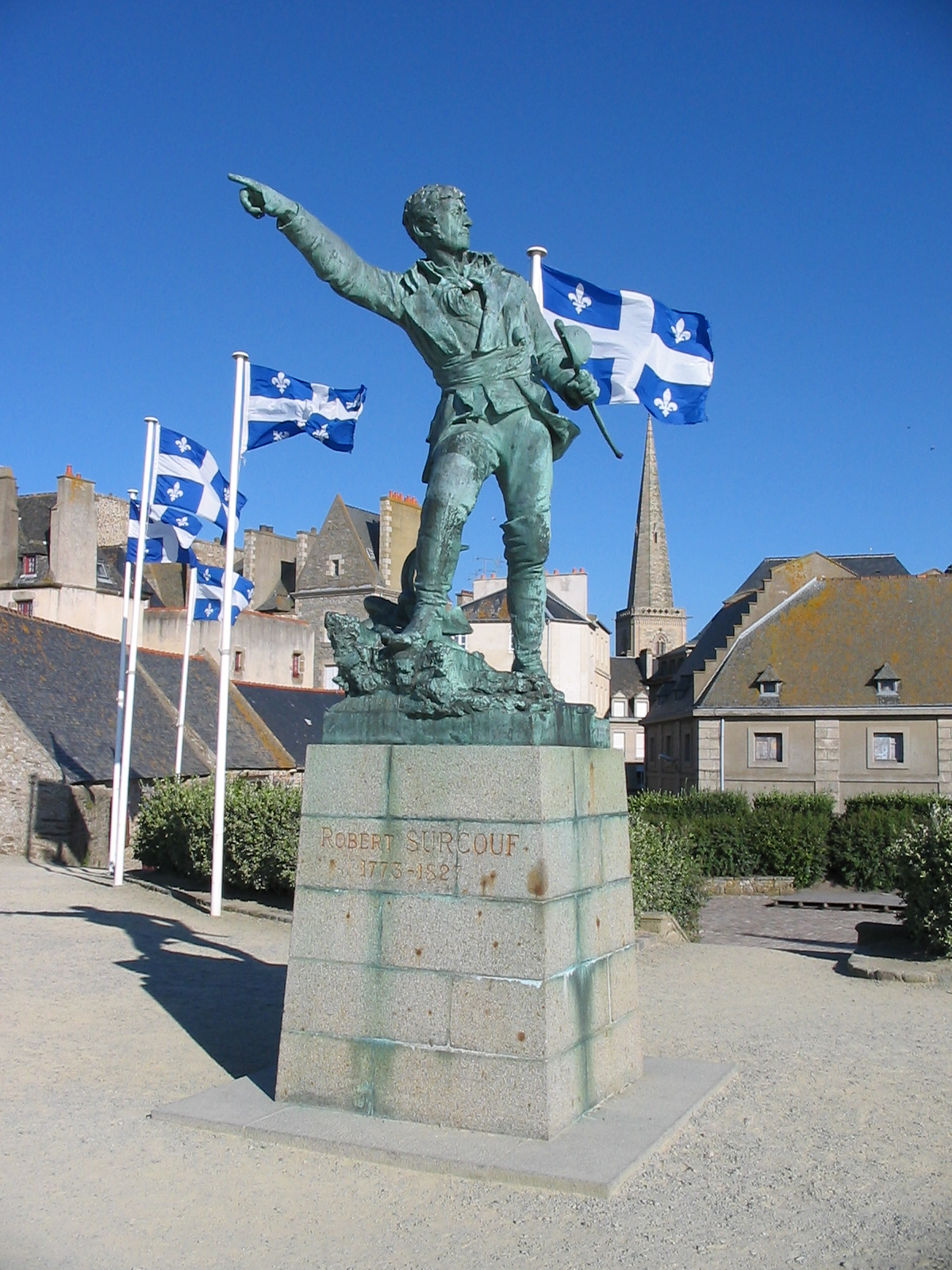
Standbeeld in St. Malo ter herinnering aan Robert Surcouf

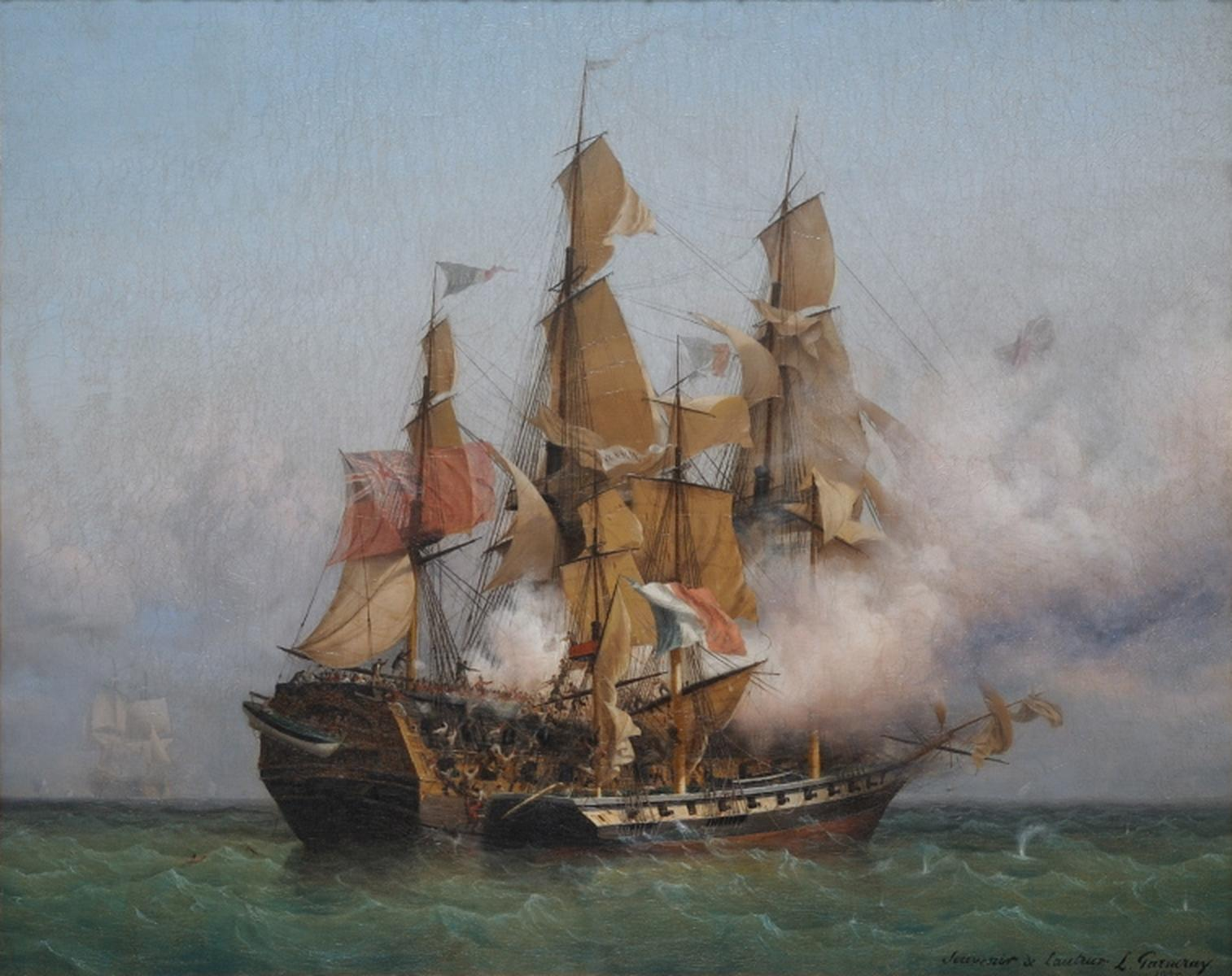
Gevecht tussen La Confiance en de HMS Kent

Robert Charles Surcouf (Saint-Malo, 12 december 1773 — aldaar, 8 juli 1827) was een kaperkapitein, die vooral streed tegen de Britten op zee.

## Jeugd
Van kinds af was Surcouf bezeten van de zee. Tijdens een storm ging hij, nog een jongen, met een sloep de zee op. Een reddingsteam moest hem op verzoek van zijn boze vader halen. Vanwege deze roekeloze daad werd hij naar het internaat gestuurd in Dinan, bij de geestelijken. Daar liep hij ook weg, omdat van leren en studeren niet veel terechtkwam. Het was midden in de winter en zijn vlucht uit het internaat van Dinan betekende dat hij de hele weg moest lopen naar Saint-Malo. Met uitputtingsverschijnselen en bijna dood van de kou, bracht men hem naar zijn ouders. Zijn ouders gaven toe, ook door toedoen van zijn grootmoeder die haar zoon ompraatte, om Robert naar zee te sturen.

## Zijn carrière
Uiteindelijk mocht hij van zijn vader naar zee als cadet. Op de zeilschepen leerde hij veel: alles over het gebruik van het kompas, het sextant en alles over koersberekening. Intussen brak de Franse Revolutie uit (1789) en zat hij als zestienjarige op een Frans slavenschip. Tijdens een zware storm sloeg zijn schip op de klippen, maar voordat hij van boord sprong, trachtte hij de zwarte slaven in het ruim nog te redden door het ruimluik kapot te slaan. Helaas hielp het niet veel. Hij werd door een grote golf overboord geslagen. De meeste bemanningsleden konden zich op het strand redden, maar voor de arme slaven was het te laat.

## Als kaper
In 1794 kreeg hij voor de eerste maal het bevel op een kleinere tweemaster, een brik, de "Saint-Antoine", als twintigjarige kapitein. Hij ontzette Réunion van een Engelse blokkade en praaide en enterde met veel moed de drie Britse schepen. Na de verovering van de Britse schepen werden ze opgebracht voor de Franse Republiek, waar Surcouf niet akkoord mee was. Later kreeg hij wel zijn vergoeding. Surcouf begon voor de Franse Republiek Britse koopvaardij schepen te kapen. Aan aanmonstering van bemanningen had hij geen gebrek. Franse zeelui wilden maar al te graag met Surcouf mee, omdat hij goed betaalde voor hun diensten en zij in de winst mochten meedelen. Kapen was zeker niet hetzelfde als piraterij. Piraterij of zeeroverij was voor eigen belang, maar kapen was voor een land, doch niet verbonden met de oorlogsmarine. Nadien, rond 1799, kreeg hij het bevel op de bark, de "Clarisse", een grotere driemaster met meer scheepsbewapening. Een riskante aanval op de redelijk zwaarbewapende Britse Indiëvaarder, de "Triton", welke op weg was naar Orissa, liep hem bijna fataal af. Het Britse schip had ca. 150 man aan boord, veel meer dan Surcouf aanvoerde. Doch de Britse kapitein gaf zich na de entering van Surcouf en zijn mannen, over. Hij had passagiers aan boord en wou die sparen, wat Surcouf ook ridderlijk deed. In 1802 kreeg hij het bevel op de zwaardere en met nog méér scheepsgeschut uitgeruste fregat  "La Confiance". Met dit schip boekte hij veel successen. Het gevecht met de "Kent" liep niet zo succesvol. De Britse koopvaarder was zwaar bewapend tegen de Franse kapers of andere gevaren. Robert Surcouf moest het gevecht, met aan beide zijden veel schade, beëindigen. Robert Surcouf werd gezocht door de Britse Marine. Wanneer hij gevangengenomen zou worden, zou hem een onzeker lot beschoren zijn. Hoewel hij beschermd zou moeten zijn door zijn kaperbrieven van zijn regering, hadden de Britten ook kunnen besluiten deze te negeren en de beruchte Surcouf te behandelen als piraat.
Robert Surcouf is nooit opgepakt en zijn prijzenschepen brachten hem veel geld op. Hij werd de rijkste burger van Saint-Malo en omstreken. Heden ten dage vertellen de inwoners van Saint-Malo nog dat Surcouf, met al zijn geld de straatstenen had kunnen bedekken.
Surcouf kwam nog in dienst bij het leger van Napoleon als officier. Dat was op persoonlijk verzoek van de keizer, want Surcouf was nooit verslagen. Dat was van korte duur, want Napoleon werd definitief verslagen in Waterloo in 1815.
Robert Surcouf was getrouwd met Manon. Hij kon nu rustig rentenieren in zijn St. Malo. Maar in 1827 tijdens een avondwandeling met een vriend, kreeg hij een fatale beroerte. De onbevreesde kaper van Frankrijk stierf in zijn bed. Als laatste eerbetoon aan hun overleden kaperkapitein, en Eerste Ereburger van de stad, voer een stoet van sloepen, met zijn stoffelijk overschot aan boord, langs de muren en de eilandjes van Saint-Malo.
De Duitse schrijver Karl May schreef in 1882 een geromantiseerde biografie onder de titel Robert Surcouf, die reeds in 1886 met dezelfde titel verscheen in een Nederlandse vertaling in 's-Hertogenbosch. Later werd het verhaal opgenomen in het verzamelboek De Kaperkapitein.
In WO II werd een Franse onderzeeër naar hem genoemd, de grootste duikboot die Frankrijk tot op dat moment gebouwd had. Helaas ging deze duikboot in 1942 onder raadselachtige omstandigheden met man en muis ten onder, waarschijnlijk in de nacht van 18 op 19 februari. 